# Двигатель Toyota V
Toyota V — серия V-образных восьмицилиндровых бензиновых двигателей внутреннего сгорания, выпускавшихся японской компанией Toyota Motor Corporation с 1963 по 1997 год.

## Описание
Серия V применялась в автомобилях Toyota Century. В производстве первого японского двигателя из цельного алюминиевого сплава принимала участие компания Yamaha. Чаще всего серию V называют Toyota Hemi, поскольку двигатели имеют конструкцию головки блока цилиндров с приблизительно полусферическими камерами сгорания.
2,6-литровый (2599 см3) двигатель V выпускался с 1964 по 1967 год и применялся в Crown Eight, который являлся частью гаммы второго поколения Crown. После этого Crown Eight был вытеснен моделью Toyota Century.
Двигатели 3V, 4V и 5V применялись в Toyota Century вплоть до 1997 года, когда преемником стал 5,0-литровый 1GZ-FE V12.
Двигатели Toyota серии V, равно как и несколько двигателей Toyota Motor Corporation (например, 2T-C, 2M, 4M и так далее), имели полусферическую камеру сгорания. Свечи зажигания были расположены в верхней части головки блока цилиндров.

## Технические характеристики
| Код   | Объём            | Диаметр цилиндра x Ход поршня | Мощность                            | Крутящий момент         | Степень сжатия | Годы производства |
| ----- | ---------------- | ----------------------------- | ----------------------------------- | ----------------------- | -------------- | ----------------- |
| V     | 2,6 л (2599 см3) | 78 x 68 мм                    | 85 кВт (115 л. с.) при 5000 об/мин  | 196 Н⋅м при 3000 об/мин | 9,0:1          | 1963—1967         |
| 3V    | 3,0 л (2981 см3) | 78 x 78 мм                    | 110 кВт (150 л. с.) при 5200 об/мин | 235 Н⋅м при 3600 об/мин | 9,8:1          | 1967—1973         |
| 4V    | 3,4 л (3376 см3) | 83 x 78 мм                    | 132 кВт (180 л. с.) при 5400 об/мин | 278 Н⋅м при 3600 об/мин | 8,5:1          | 1973—1975         |
| 4V-U  | 3,4 л (3376 см3) | 83 x 78 мм                    | 125 кВт (170 л. с.) при 5400 об/мин | 260 Н⋅м при 3600 об/мин | 8,5:1          | 1975—1978         |
| 4V-EU | 3,4 л (3376 см3) | 83 x 78 мм                    | 132 кВт (180 л. с.) при 5200 об/мин | 270 Н⋅м при 4400 об/мин | 8,8:1          | 1978—1982         |
| 5V-EU | 4,0 л (3994 см3) | 87 x 84 мм                    | 140 кВт (190 л. с.) при 4800 об/мин | 324 Н⋅м при 3600 об/мин | 8,5:1          | 1983—199?         |
| 5V-EU | 4,0 л (3994 см3) | 87 x 84 мм                    | 121 кВт (165 л. с.) при 4400 об/мин | 289 Н⋅м при 3600 об/мин | 8,6:1          | 199?—1997         |